# Irijoa (Muras)
Irijoa (llamada oficialmente San Xillao de Irixoa)  es una parroquia española del municipio de Muras, en la provincia de Lugo, Galicia.

## Otras denominaciones
La parroquia también es conocida por el nombre de San Xulián de Irixoa.

## Organización territorial
La parroquia está formada por dieciséis entidades de población:

### Entidades de población
Entidades de población que forman parte de la parroquia:
- Couce (O Couce)
- Pascal
- Pedreira (A Pedreira)
- Pico (O Pico)
- Porto (O Porto)
- Sabucedo
- Samil
- Traveseal (O Traveseal)
- Villarcobo (Vilarcovo)

### Despoblados
Despoblados que forman parte de la parroquia:
- Acibreiros (Os Acivreiros)
- Arealba
- Buriz
- Iglesia (A Igrexa)
- Liñeiro
- Pazo
- Xuncal (O Xuncal)

## Demografía
| Gráfica de evolución demográfica de Irijoa entre 2000 y 2020 |
|                                                              |
| Datos según el nomenclátor publicado por el INE.             |